# .hk
.hk (код ISO 3166-1 alpha-2 для Гонконга, англ.  Hong Kong) — национальный домен верхнего уровня для Гонконга. Ответственная организация – Hong Kong Internet Registration Corporation (HKIRC).
Национальный домен верхнего уровня — HK используется как национальный домен верхнего уровня в стандартах административно-территориального деления территории государства ISO 3166 — (ISO 3166-1, ISO 3166-2, ISO 3166-2:HK) в качестве кода Alpha2, образующего основу геокода административно-территориального деления Гонконга.

## Информация
До 1997 года домен использовался Британским Гонконгом. После вхождения Гонконга в состав КНР продолжает широко использоваться. В 1990-2002 годах управлялся Объединенным университетским компьютерным центром Гонконга, после чего был передан в управление некоммерческой государственной организации Hong Kong Internet Registration Corporation Ltd. с одобрения правительства Гонконга. Допускается регистрация доменных имен как второго, так и третьего уровня.

## Использование за пределами Гонконга
Некоторые русскоязычные имиджборды также используют домен .hk, например 2ch.hk и iichan.hk.

## .香港
.香港 (punycode: .xn--j6w193g) — национальный домен верхнего уровня для Гонконга, использующий китайские иероглифы. Введен в действие на территории Гонконга в 2011 году. Поддомены могут содержать как китайские иероглифы, так и буквы английского алфавита.

## Домены 1 уровня
Домены второго уровня, условия использования, требования, регламентированные пользователи.
| Английский домен | Китайский домен | Регламентированные пользователи |
| ---------------- | --------------- | ------------------------------- |
| .hk              | .香港           | Основной домен первого уровня.  |

## Домены 2 уровня
Домены третьего уровня, условия использования, требования, регламентированные пользователи.
| Английский домен | Китайский домен | Регламентированные пользователи                                                                   |
| ---------------- | --------------- | ------------------------------------------------------------------------------------------------- |
| .hk              | .香港           | Местные или иностранные физические лица.                                                          |
| .com.hk          | .公司.香港      | Коммерческие организации, зарегистрированные в Гонконге.                                          |
| .org.hk          | .組織.香港      | Некоммерческие организации, зарегистрированные в Гонконге или одобренные Правительством Гонконга. |
| .net.hk          | .網絡.香港      | Поставщики сетевых услуг.                                                                         |
| .edu.hk          | .教育.香港      | Образовательные учреждения, зарегистрированные в Гонконге.                                        |
| .gov.hk          | .政府.香港      | Правительственные учреждения Гонконга.                                                            |
| .idv.hk          | .個人.香港      | Для отдельных лиц (требуется быть старше 11 лет и иметь действительное удостоверение личности).   |

В китайских доменах возможно также использование букв английского алфавита, при условии наличия в названии домена китайских иероглифов. Английские домены не могут содержать иероглифы.